# Питер Паркер (киновселенная Marvel)
Пи́тер Па́ркер (англ. Peter Parker), также известный как Челове́к-пау́к (англ. Spider-Man) — персонаж медиафраншизы «Кинематографическая вселенная Marvel» (КВМ), основанный на одноимённом супергерое Marvel Comics. Паркер изображён как ученик Мидтаунской школы науки и технологий, который получил способности после укуса радиоактивного паука и с тех пор тайно действует как линчеватель.
В 2016 году Питер был завербован Тони Старком (Железным человеком) для противостояния Стиву Роджерсу (Капитану Америке). В 2018 году Питер присоединился к команде «Мстители», и в тот же год противостоит межгалактическому титану Таносу, однако погибает в результате его щелчка. В 2024 году личность Паркера раскрывает Мистерио, и Питер обращается к Доктору Стрэнджу и просит заставить весь мир забыть о его раскрытии, однако в результате испорченного Питером заклинания, во вселенную Паркера попадают враги Человека-паука из других реальностей. В результате Питер из-за Зелёного гоблина теряет тётю Мэй. После полного излечения злодеев и встречи со своими альтернативными версиями, Стрэндж, по просьбе Питера, заставляет весь мир забыть Питера Паркера как личность. После этого Питер продолжает бороться с преступностью в качестве Человека-паука.
Роль Питера Паркера в КВМ исполняет английский актёр Том Холланд. Версия персонажа Холланда является преемником Питера Паркера, сыгранного Тоби Магуайром в трилогии Сэма Рэйми (2002—2007), и Питера Паркера из дилогии «Новый Человек-паук» (2012—2014), где его роль исполнил Эндрю Гарфилд.
Впервые Паркер появляется в фильме «Первый мститель: Противостояние» (2016) и в дальнейшем становится одной из центральных фигур КВМ, появившись в шести фильмах, а также в мультсериале «Что, если…?» (2021), где его озвучивает Хадсон Темз. Он также мелькнул в картине «Веном 2» (2021) медиафраншизы «Вселенная Человека-паука от Sony» и появляется в мультсериале «Ваш дружелюбный сосед Человек-паук», который служит как приквелом к фильму «Первый мститель: Противостояние» (2016), так и интерквелом для его последующих игровых появлений. В фильме «Железный человек 2» (2010) сын режиссёра Джона Фавро Макс появляется в роли ребёнка в маске Железного человека, которого Железный человек спасает от дрона. Этим мальчиком был Паркер, что подтвердили в 2017 году Холланд, продюсер Кевин Файги и режиссёр Джон Уоттс. Исполнение Холландом роли Паркера принесло актёру ряд наград.

## Концепция и создание

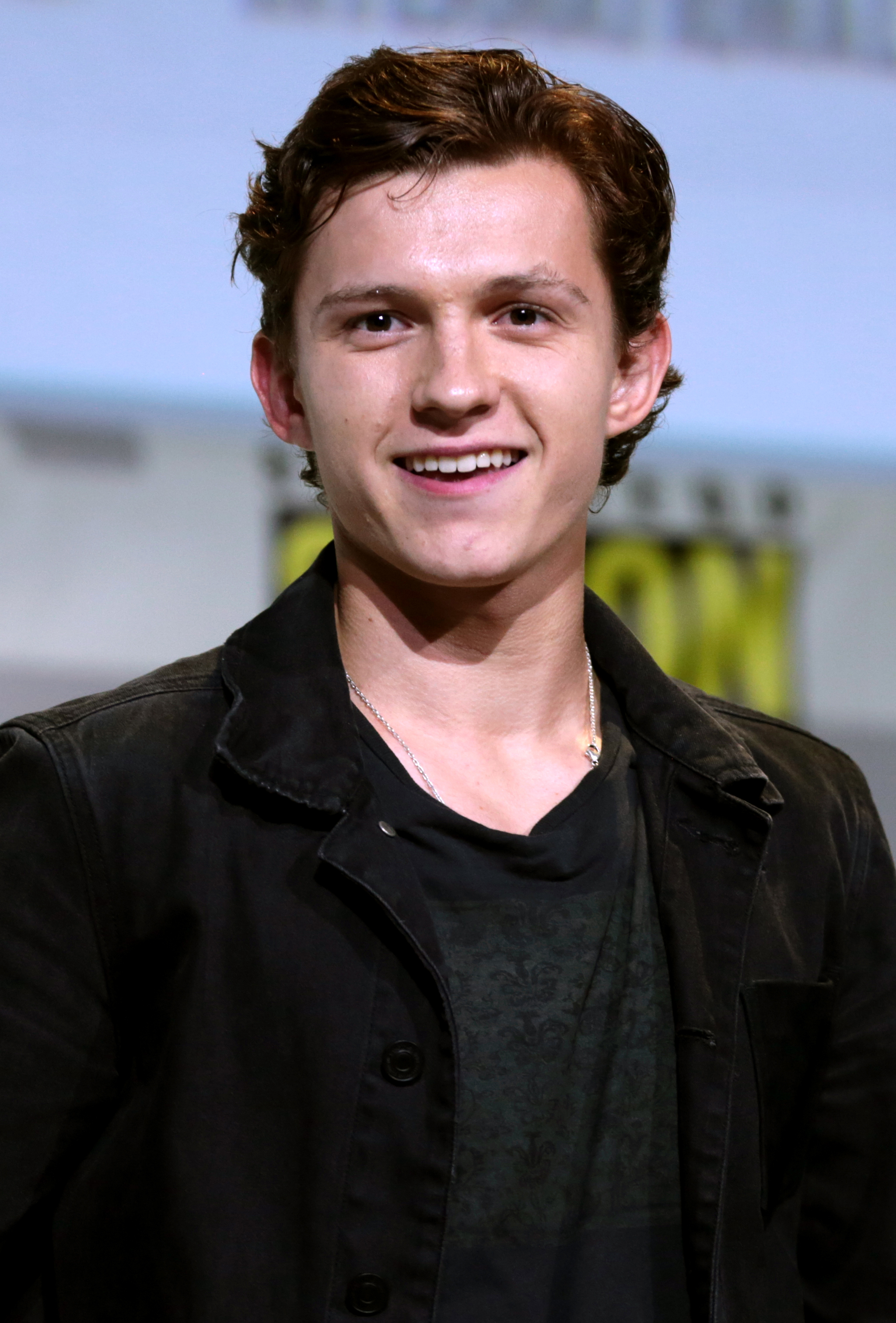
Холланд на San Diego Comic-Con 2016

Питер Паркер впервые появился в комиксах в комиксе-антологии «Amazing Fantasy» #15 (август 1962). После всплеска подросткового спроса на комиксы редактор и главный писатель Marvel Comics Стэн Ли захотел создать персонажа, с которым подростки могли бы идентифицировать себя:1. Ли ссылался на борца с преступностью из pulp-журналов Паука как источник вдохновения:130 и заявил, что его ещё больше вдохновило то, что он увидел, как паук карабкается по стене; в своей автобиографии он добавил, что он так часто рассказывал эту историю, что стал неуверен в том, правда это или нет. Ли «хотел, чтобы персонаж был очень человечным парнем, тем, кто совершает ошибки, беспокоится, у которого появляются прыщи, проблемы со своей девушкой, такие вещи, как это». Тем временем у Джека Кирби был неопубликованный персонаж, над которым он сотрудничал с Джо Саймоном в 1950-х годах, в котором мальчик-сирота, живущий с пожилой парой, находит волшебное кольцо, которое наделяло его сверхчеловеческими способностями. Ли и Кирби провели конференцию по истории, и Ли приказал Кирби конкретизировать персонажа и нарисовать несколько страниц:12. Неудовлетворённый сюжетным направлением Кирби, Ли передал проект Стиву Дитко, который разработал персонажа в костюме с маской для лица, цепкой силой и паутиной на запястьях. Под руководством Ли персонаж «стал старшеклассником Питером Паркером, который получает свои способности паука после укуса радиоактивного паука».
Производство игрового сериала-токусацу с участием оригинального персонажа по имени Такуя Ямасиро, принявшего мантию Человека-паука, «Supaidâman», занималась компания Toei, и сериал транслировался в Японии с 1978 по 1979 год. Персонаж был показан в трилогии игровых фильмов режиссёра Сэма Рэйми с Тоби Магуайром в главной роли супергероя, и фильмы выходили с 2002 по 2007 год. Третье продолжение первоначально планировалось выпустить в 2011 году, но позже Sony решила перезапустить франшизу с новыми режиссёром и актёрами. Перезапуск под названием «Новый Человек-паук» был выпущен в 2012 году; режиссёром стал Марк Уэбб, и в главной роли нового Человека-паука стал Эндрю Гарфилд, а в 2014 году последовало продолжение.
После взлома компьютеров Sony Pictures в ноябре 2014 года были опубликованы электронные письма между сопредседателем Sony Pictures Entertainment Эми Паскаль и президентом Дагом Белградом, в которых говорилось, что Marvel хотела включить Человека-паука (права на фильм которого лицензированы Sony) в фильм «Первый мститель: Противостояние», но переговоры между студиями по этому поводу, как полагалось, были прерваны. Однако в феврале 2015 года студии заключили лицензионное соглашение на использование Человека-паука в фильме КВМ, и в отчётах указывалось, что персонаж действительно появится в «Противостоянии». В соответствии с условиями сделки, Sony Pictures будет продолжать владеть, финансировать, распространять и осуществлять окончательный творческий контроль над фильмами о Человеке-пауке. В следующем месяце технический директор Marvel Entertainment Джо Кесада сообщил, что будет использована версия персонажа Питера Паркера, что Файги подтвердил в апреле. Файги также заявил, что Marvel работает над добавлением Человека-паука в КВМ, по крайней мере, с октября 2014 года. В июне следующего года Файги уточнил, что первоначальная сделка Sony не позволяет персонажу появляться ни в одном из телесериалов КВМ, так это было «конкретно указано… с определённым количеством разрешённых переходов». В том же месяце компании объявили, что после многих прослушиваний Том Холланд был выбран на роль Человека-паука в КВМ. Том Холланд дебютировал в роли Человека-паука в «Противостоянии», а затем сыграл главную роль в фильме «Человек-паук: Возвращение домой» (2017) режиссёра Джона Уоттса. Холланд повторил свою роль Человека-паука в фильмах «Мстители: Война бесконечности» (2018), «Мстители: Финал» (2019) и «Человек-паук: Вдали от дома» (2019).
В августе 2019 года переговоры между Sony и Marvel сорвались, оставив будущее персонажа в КВМ неопределённым. Однако в следующем месяце компании согласились на новую сделку, чтобы Человек-паук вернулся в КВМ, начиная с фильма «Человек-паук: Нет пути домой», который будет выпущен 17 декабря 2021 года. Disney предоставит 25 % бюджета фильма и получит 25 % его прибыли. Новая сделка также позволяет персонажу Человека-паука появляться в фильмах КВМ от Marvel Studios в дополнение к самостоятельным фильмам с персонажами Marvel, снятыми Sony Pictures для медиа-франшизы Вселенная Человека-паука от Sony, чтобы объединить обе серии фильмов. Холланд заявил, что предстоящий фильм — последний фильм по его текущему контракту на роль персонажа. Кроме того, в интервью GQ, опубликованном 17 ноября 2021 года, Холланд заявил, что рассматривает своё будущее в качестве Человека-паука, заявив, что, по его мнению, ему, возможно, пришло время уйти с этой роли, предполагая, что он будет делать что-то не так, если он всё ещё будет играть эту роль в свои 30 лет. Холланд в том же интервью также выступил за замену своего Питера Паркера на игровую версию Майлза Моралеса — персонажа, которого никогда ранее не видели на экране в игровом фильме про Человека-паука, и чьё единственное появление в полнометражном фильме на сегодняшний день было в качестве главного героя в удостоенном премии «Оскар» анимационном фильме «Человек-паук: Через вселенные» (2018).

### Характеризация
Том Холланд впервые появляется в роли Питера Паркера в КВМ в фильме «Первый мститель: Противостояние», где его вербует Тони Старк, чтобы помочь ему арестовать Капитана Америку и его беглых Мстителей. Продюсер Кевин Файги сказал, что Паркер будет разрываться между идеологиями супергероев, говоря: «Хочет ли он быть похожим на этих других персонажей? Неужели он не хочет иметь ничего общего с этими другими персонажами? Как это влияет на его опыт, будучи этим приземлённым, но сверхсильным героем? Это всё то, с чем Стэн Ли и Стив Дитко играли в первые 10 лет его комиксов, и с чем теперь мы можем впервые поиграть в фильме». По поводу объединения с Тони Старком, Энтони Руссо сказал, что, несмотря на вступление в конфликт после того, как две фракции сформировались, и не имея больших политических инвестиций, выбор Паркера исходит из «очень личных отношений», которые он развивает со Старком. Руссо надеялись «применить очень логичный, реалистичный и натуралистичный подход к персонажу» по сравнению с предыдущими изображениями в фильме. Энтони Руссо добавил, что введение персонажа должно было соответствовать «этому специфическому тональному стилистическому миру» КВМ, а также тону, установленному режиссёрами в «Другой войне», сказав: «Это немного более приземлённый и немного более жёстко современный». Это «сильно повлияло наш выбор» с Паркером. Что касается костюма Человека-паука, Джо Руссо описал его как «немного более традиционный костюм под влиянием Стива Дитко», и что в фильме будет рассказано о том, как работает костюм, особенно механические глаза.
В изображении Питера Паркера в КВМ отсутствует явная отсылка на дядю Бена, смерть которого была значительным событием как в комиксах, так и в предыдущих сериях фильмов. Единственное исключение — «Что, если… зомби?!», где и когда Паркер упоминает всех, кто умер в его жизни в линии времени эпизода.
Ещё одно изменение — близкие отцовские отношения Старка с Паркером. Это было частично адаптировано из серии Дж. Майкла Стразински «The Amazing Spider-Man» (с #519 по #536), первых пяти выпусков ограниченной серии «Гражданская война» и Ultimate Comics, в которых между Старком и Паркером отношения тренера и стажёра. Некоторым критикам не понравилась зависимость Паркера от Старка, в отличие от предыдущих кинематографических изображений Человека-паука, показывающих персонажа как более уверенного в себе; несколько подходящих костюмов Человека-паука Паркера в КВМ также разработаны Старком или построены Паркером с использованием технологии «Stark Industries», в то время как в комиксах Паркер спроектировал и сконструировал свои костюмы полностью самостоятельно.
Отношения Питера с Мэри Джейн Уотсон или Гвен Стейси не существуют в КВМ, вместо этого он влюбляется в одноклассницу Мишель после того, как его предыдущая любовь, Лиз, ушла.

## Появления
- Сцена в фильме «Железный человек 2» (2010) изображает маленького мальчика в детской маске Железного человека, храбро стоящего перед одним из роботов Джастина Хаммера, который целится в него. Как раз вовремя мальчика спасает Тони Старк / Железный человек. Том Холланд подтвердил в интервью 2017 года, что было решено, что мальчиком был Питер Паркер[43]. Макс Фавро, сын режиссёра Джона Фавро, исполняет роль молодого Питера Паркера[5].
- Первое упоминание о Человеке-пауке в Кинематографической вселенной Marvel, последовавшее за сделкой с Sony, присутствует в конце фильма «Человек-муравей» (2015). По словам режиссёра Пейтона Рида[44], репортёр ссылается на него во время разговора с Сэмом Уилсоном / Соколом, который ищет Человека-муравья. Репортёр заявляет: «Я много кого знаю. Один прыгает, другой по стенам ползает, ещё один летает по воздуху. Поконкретней можешь говорить?»
- Первое появление Питера Паркера в медиафраншизе «Кинематографическая вселенная Marvel» на экране происходит в фильме «Первый мститель: Противостояние» (2016), когда Тони Старк нанимает его сражаться вместе со своей фракцией Мстителей. Холланд решил не читать весь сценарий «Противостояния», чтобы избежать возможной публичной утечки информации о сюжете[45].
- В фильме «Человек-паук: Возвращение домой» (2017) режиссёра Джона Уоттса[46][47] Паркер уравновешивает свою школьную жизнь со своими обязанностями Человека-паука, будучи стажёром Тони Старка, когда он сражается с незаконным продавцом оружия, известным как Стервятник[27].
- В фильме «Мстители: Война бесконечности» (2018) Паркер присоединяется к Старку, Стивену Стрэнджу, Питеру Квиллу, Драксу и Мантис в борьбе с Таносом на планете Титан. В конце концов, Паркер оказывается одной из жертв Скачка[48].
- В фильме «Мстители: Финал» (2019) Паркер возвращается к жизни и присоединяется к финальной битве против альтернативной версии Таноса. Затем он присутствует на похоронах Старка и возвращается в среднюю школу[49].
- В фильме «Человек-паук: Вдали от дома» (2019)[50] Паркер отправляется со своими восстановленными одноклассниками в летнюю поездку в Европу, но возвращается в супергероику, когда Талос (замаскированный под Ника Фьюри) вербует его в команду с Мистерио против Элементалов. После того, как Паркер узнаёт, что Мистерио является истинным исполнителем нападений, он побеждает дронов и Мистерио. В конце концов, его подставляет Джей Джона Джеймсон, используя кадры, сфабрикованные Мистерио, о его убийстве, и раскрывает его личность, как Питера Паркера.
- В сериале «Что, если…?» (2021) вариант Паркера в альтернативной линии времени появляется как «Охотник на зомби Человек-паук», в которой он является одним из выживших Мстителей, оставшихся после вспышки квантового зомби-вируса[51][52].
- В фильме «Человек-паук: Нет пути домой» (2021) Паркер сталкивается с кризисом идентичности и ищет помощи у Стрэнджа, сталкиваясь с мультивселенскими угрозами[33][53].
- Мультсериал под названием «Ваш дружелюбный сосед Человек-паук» рассказывает о первых днях Паркера в качестве Человека-паука, происходящих до событий «Противостояния» в альтернативной вселенной[54][55][56].

## Биография персонажа

### Ранняя жизнь
Питер Паркер родился 10 августа 2001 года в Форест-Хилc, Куинс. Большую часть своей жизни он воспитывался своим дядей Беном Паркером и тётей Мэй Паркер после смерти его родителей. В 2011 году на выставке «Старк Экспо», Паркер подвергается нападению дрона, но в итоге его спасает Железный человек.
Бен позже умер при неизвестных обстоятельствах, что в первую очередь является причиной того, что Питер не решается раскрыть Мэй свой секрет Человека-паука.

### Раскол Мстителей и противостояние Стервятнику
В 2016 году Паркер является подростком, учащимся в средней школе и живёт со своей тётей Мэй Паркер в Куинсе, Нью-Йорк. Он встречает Тони Старка в своей квартире, и Старк раскрывает, что он является Человеком-пауком, и приглашает его присоединиться к его стажировке. Отправившись в Германию, Паркер получает новый костюм Человека-паука, созданный Старком, и его доставляют в аэропорт Лейпциг/Галле, чтобы помочь Старку, Джеймсу Роудсу, Наташе Романофф, Т’Чалле и Вижну в борьбе против Стива Роджерса, Баки Барнса, Сэма Уилсона, Ванды Максимофф, Клинта Бартона и Скотта Лэнга. Несмотря на это, Паркер является поклонником Роджерса, который сам уважает храбрость Паркера, и, столкнувшись друг с другом, они обмениваются информацией о том, откуда они оба родом в Нью-Йорке. Паркер сначала ненадолго выводит из строя Барнса и Уилсона, а затем сражается с Лэнгом в его гигантской форме, и в конечном итоге ему, вместе со Старком и Роудсом удаётся его нейтрализовать. После окончания боя Старк отправляет его домой.
2 месяца спустя Паркер продолжает балансировать свою жизнь в качестве старшеклассника, выполняя свои обязанности супергероя Человека-паука, также с нетерпением ожидая своей следующей миссии от Старка, однако ранее, Старк говорил ему, что он ещё не готов стать официальным Мстителем, и постоянно пишет водителю и телохранителю Старка Хэппи Хогану (который был назначен Старком в качестве контактного лица для Паркера), информируя его о своих ежедневных задачах, которые последний игнорирует. Однажды ночью Паркер возвращается домой и обнаруживает в своей комнате своего лучшего друга Неда Лидса, который раскрывает его личность супергероя. Лидс обещает никому не рассказывать, и позже Паркер и Лидс посещают школьную вечеринку, но Паркер быстро уходит и спасает Аарона Дэвиса, когда он пытается купить оружие Читаури у Джексона Брайса и Германа Шульца, позволяя дилерам бежать. Паркер следует за ними, однако его ловит их босс Эдриан Тумс. Тумс сбрасывает Паркера в озеро, однако затем Паркера спасает один из костюмов Старка, который следит за Паркером через костюм и ограничивает его дальнейшее участие против Тумса. Во время академической поездки по декатлону в Вашингтон, Паркер и Лидс отключают трекер Старка в костюме Паркера. Вернувшись в Нью-Йорк, Паркер захватывает нового покупателя Тумса Мака Гаргана на борту Статен-Айленд Ферри, однако Тумс сбегает, и неисправное оружие разрывает паром пополам. Паркер пытается сдержать паром, и ему в этом помогает Старк, который прибывает и спасает пассажиров. После этого Старк конфискует костюм Паркера в наказание за его безрассудство. Позже Паркер обнаруживает, что Тумс — отец его школьной пассии, Лиз. Во время поездки на школьные танцы, которые Паркер и Лиз готовились посетить вместе, Тумс догадывается, что Паркер является Человеком-пауком. Высадив Лиз на танцах, Тумс угрожает Паркеру, чтобы тот не вмешивался в его планы. Несмотря на предупреждение Тумса, Паркер бросает Лиз, чтобы найти Тумса, однако Шульц устраивает ему засаду на школьной парковке. С помощью Лидса Паркер побеждает Шульца и находит Тумса, который планировал захватить самолёт Контроля последствий, перевозящий оружие Мстителям. После того, как повреждённый костюм Тумса взрывается, Паркер спасает Тумса и оставляет его полиции. Лиз злится на Паркера за то, что он в очередной раз бросил её, и со слезами сообщает ему, что они с матерью уезжают. Позже Паркер получает сообщение от Хэппи, который находится в школе, где он извиняется за то, что не воспринимал Паркера всерьёз, и благодарит его за то, что он спас его работу, а затем отвозит Паркера на Базу Мстителей. Там Старк поздравляет его и предлагает Паркеру присоединиться к Мстителям, представляя новый металлический костюм, однако Питер отказывается. Вернувшись домой, Паркер узнаёт, что Старк вернул его костюм, и Мэй случайно застаёт его в нём и также раскрывает его личность.

### Гибель и воскрешение
В 2018 году, отправляясь на экскурсию, Паркер, благодаря своему чутью, замечает космический корабль над Нью-Йорком и просит Лидса прикрыть его. После отвлечения однокурсников, Паркер выскакивает из автобуса и направляется к кораблю. Прибыв туда, Питер спасает Старка от Кулла Обсидиана. Старк и Паркер сражаются с Обсидианом, пока Эбеновый Зоб не захватывает Стивена Стрэнджа. Старк приказывает Паркеру спасти Стрэнджа, и в результате попытки спасения, Паркер попадает на космический корабль Зоба, что заставляет Старка лететь за ними в космос. Догнав корабль, Старк облачает Питера в нанотехнологичный костюм и отправляет на Землю. Однако Питеру удаётся зацепиться за корабль и попасть в него. Питер встречается со Старком, и они вместе спасают Стрэнджа и убивают Зоба. После этого, они решают лететь к межгалактическом титану Таносу на его планету, и Старк объявляет Паркера Мстителем. После приземления на планете Титан они сталкиваются с Питером Квиллом, Драксом и Мантис, однако после сражения, они понимают, что они союзники. Стрэндж сообщает группе, что просмотрев 14 000 605 возможных исходов конфликта героев, они имеют только один победный вариант. После прибытия Таноса, Паркер сражается с Таносом, и вместе со Старком пытается снять с Таноса Перчатку Бесконечности. Однако Квилл выходит из себя и срывает план, в результате чего Танос освобождается от контроля и бросает в них одну из лун Титана. Паркер спасает бессознательных Мантис, Квилла, Дракса и Небулу. Не сумев помешать Таносу собрать все Камни Бесконечности, Танос уничтожает половину всей жизни во Вселенной, в результате чего Паркер распадается в прах на руках у Старка.
В 2023 году, Паркер материализуется на Титане вместе со Стрэнджем, Квиллом, Мантис и Драксом. Стрэндж приводит его через портал на разрушенную Базу Мстителей и Питер присоединяется к финальной битве против альтернативной версии Таноса. Во время битвы Паркер сражается с аутрайдерами и захватывает Нано-перчатку, однако после огненного дождя с корабля Таноса, Питер отдаёт её Кэрол Дэнверс. После того, как Старк жертвует собой, Паркер присутствует на его похоронах и возвращается в среднюю школу.

### Раскрытие тайны личности
В 2024 году Паркер, всё ещё оплакивающий гибель Тони Старка, посещает школьную летнюю поездку в Европу с Лидсом и другими одноклассниками, в которой он планирует раскрыть свои романтические чувства к своей однокласснице Эм-Джей. Во время поездки Паркер и его одноклассники сталкиваются с водным элементалом в Венеции, которого побеждает неизвестный человек по имени Квентин Бек. К Паркеру обращается Ник Фьюри и просит помочь в битве против Элементалов, и назначает Бека товарищем Паркера по команде. Фьюри также даёт Паркеру технологические очки Старка с искусственным интеллектом «Э.Д.И.Т.», созданный Старком для его преемника. Паркер и Бек побеждают оставшихся элементалов в Праге и после битвы, Фьюри отчитывает Паркера, и считает, что он ещё не готов быть приемником Старка. Подумав над этими словами, Питер решает передать управление Э.Д.И.Т. Квентину, так как он считает его истинным приемником Старка. Той же ночью, Паркер пытается признаться в своих романтических чувствах Эм-Джей, однако она догадывается, что Паркер является Человеком-пауком, однако Паркер начинает отрицать это. Эм-Джей достаёт отвалившийся в результате битвы проектор голографического моделирования и они раскрывают мошенничество Бека в использовании проекторов голограмм для визуального создания Элементалов, и в этот момент Паркер подтверждает Эм-Джей, что он Человек-паук. Паркер едет в Берлин, чтобы предупредить Фьюри о мошенничестве Бека, но Бек обманывает его, используя свою технологию иллюзий и подводит его под поезд. Питер забирается в поезд и теряет сознание.
Паркер оказывается в Нидерландах, где сразу же связывается с Хэппи Хоганом. Бек использует Э.Д.И.Т. для создания слияния всех Элементалов в качестве прикрытия для убийства одноклассников Паркера в Лондоне. В конце концов, Паркер, используя своё чутьё, побеждает Бека, возвращает Э.Д.И.Т. себе и отменяет атаку дронов. Бек погибает от случайного выстрела дрона, что по просьбе Питера подтверждает Э.Д.И.Т.. После возвращения в Нью-Йорк Паркер начинает свои отношения с Эм-Джей. После прогулки с ней по городу они становятся свидетелями трансляции от Джея Джоны Джеймсона из TheDailyBugle.net, демонстрирующего поддельные кадры битвы Паркера и Бека, подставляющие Паркера как организатора атаки дронов, приведшей к гибели Мистерио, и раскрывающего личность Паркера как Человека-паука.

### Открытие Мультивселенной
После раскрытия тайны личности, жизнь Паркера переворачивается с ног на голову из-за юридических проблем, постоянному наблюдению за его личной жизнью и близкими и широко распространённому культу, обожествляющему Мистерио. Мэтт Мёрдок снимает все обвинения с Питера, но он уверяет его, что это не изменит общественное мнение о Человеке-пауке. В результате негативного общественного мнения, Питеру, Эм-Джей и Лидсу отказывают в поступлении во множество институтов, в том числе в Массачусетский технологический институт. Паркер обращается за помощью к Доктору Стивену Стрэнджу, чтобы он наложил заклинание, обращающее вспять раскрытие его личности. Однако Стивен, благодаря Вонгу, предлагает применить стандартное заклинание забвение — «Руны Коф-Кола», чтобы все забыли, кем является Человек-паук. Питер 5 раз портит заклинание, однако Стрэнджу удаётся зафиксировать заклинание в магический многогранник. Стивен, узнав, что Паркер даже не попытался позвонить в колледж, выгоняет Паркера из Санктума Санкторума. Паркер, с помощью Флэша, нагоняет ректора MIT на мосту Александра Гамильтона и пытается уговорить её взять Неда и Эм-Джей. Внезапно на мосту появляется Отто Октавиус / Доктор Осьминог, учёный из альтернативной реальности и атакует Паркера. Октавиус хватает Паука, и, отломав часть брони Железного паука, интегрирует наночастицы в свои смарт-манипуляторы. Однако Паркер с помощью частиц берёт манипуляторы под свой контроль и спасает проректора. Ректор говорит Паркеру, что поговорит на счёт него и его друзей об их поступлении. Внезапно на мосту появляется Зелёный гоблин, и атакует Паркера и Октавиуса, однако Стрэндж перемещает Паркера в Санктум Санкторум.
Стрэндж, захватив Октавиуса и Курта Коннорса / Ящера, объясняет Паркеру, что его вмешательство в заклинание теперь тащит из разных вселенных всех, кто знают, что Питер Паркер является Человеком-пауком. Стрэндж заставляет Паркера найти и захватить других пришельцев из других реальностей. Паркер, по наводке из интернета, отправляется в лес и сталкивается с Флинтом Марко / Песочным человеком и Максом Диллоном / Электро, и перемещает их в магические камеры в Санкторуме. Мэй сообщает, что в организацию «П.И.Р.» пришёл Норман Озборн и, придя туда, Мэй убеждает Паркера помочь злодеям и попытаться их излечить. Вернувшись в Санкторум, Стрэндж помещает Озборна в камеру и собирается использовать артефакт «Махина Ди Кадавус», чтобы вернуть всех злодеев в их изначальные реальности, однако Паркер, узнав, что злодеи сражались с Человеком-пауком, и должны были погибнуть, отбирает куб у Стрэнджа и сбегает. Стрэндж помещает Паркера в Зеркальное измерение, и пытается отобрать куб там. Паркер пытается уговорить Стрэнджа помочь изменить судьбу злодеев, однако Стрэндж отказывается и настаивает на их возвращении в их реальности. Паркер, благодаря своим геометрическим познаниям, фиксирует Стрэнджа в измерении, отбирает у него куб и Двойное кольцо и возвращается в Санктум Санкторум. Паркер предлагает злодеям помощь, и отдав Эм-Джей куб, отправляется вместе со злодеями в квартиру Хэппи. Питер начинает с Октавиуса, и при помощи Озборна собирает ему рабочий чип-ингибитор. Паркер разрабатывает средства для других злодеев, однако при помощи своего чутья, Питер распознаёт в Нормане Зелёного Гоблина и фиксирует его паутиной. Злодеи сбегают с квартиры, а Гоблин начинает сражаться с Питером. В результате битвы, Гоблин с помощью глайдера убивает тётю Мэй и улетает, уничтожая машины тыквенными бомбами.
Паркер отправляется на крышу своей школы и оплакивает гибель тёти. Прибывшие Эм-Джей и Нэд знакомят Питера с его альтернативными версиями (более старой версией, которая сражалась с Озборном, Октавиусом и Марко (получившая название «Питер-2»), и версией, которая сражалась с Коннорсом и Диллоном (получившая название «Питер-3»). Они убеждают Питера, что гибель Мэй не напрасна и что Питеру нельзя переходить черту ненависти. Паркер заманивает Марко, Коннорса и Диллона к Статуе Свободы и впоследствии битвы, вылечивают их. После того, как Лидс освобождает Стрэнджа, Озборн атакует сдержанное заклинание и разрушает барьеры между вселенными. На разрушенном щите Капитана Америка Статуи Свободы разъярённый Паркер избивает Озборна и готовится убить его его же глайдером, но его останавливает Питер-2. Затем Озборн наносит удар и ранит Питера-2 в спину, но Паркер и Питер-3 излечивают его от Зелёного гоблина. Паркер, видя, что Стрэндж не способен сдержать барьеры, осознаёт, что единственный способ закрыть трещины — это наложить заклинание, при котором все забудут не просто Человека-паука, а самого Питера Паркера. Паркер прощается с альтернативными версиями самого себя и обещает Эм-Джей и Лидсу, что найдёт их и всё им расскажет.
Некоторое время спустя, Паркер с трудом самостоятельно пытается вновь представиться Эм-Джей и Лидсу, а позже скорбит на могиле Мэй. После разговора с ничего незнающим Хоганом Паркер вдохновляется двигаться вперёд без своего имени и личности. Он переезжает в новую квартиру, начинает учиться и шьёт новый костюм, возобновляя супергеройскую карьеру.

## Альтернативные версии

### «Что, если…?»

#### Вспышка зомби-вируса
В альтернативном 2018 году Паркер (разрекламированный как «Охотник на зомби Человек-паук», с наличием Плаща Левитации Доктора Стрэнджа после того, как он отверг Стрэнджа из-за того, что он стал зомби) оказывается среди выживших после вспышки квантового вируса, который превращает заражённых в зомби, и присоединяется к другим выжившим в поисках лекарства в лагере «Лихай». После боя с зомбированной Вандой Максимофф он сбегает с Т’Чаллой и Скоттом Лэнгом и Камнем Разума в Ваканду, чтобы положить конец вирусу.

### «Человек-паук: Нет пути домой»
Две альтернативные версии Питера Паркера, каждая из которых происходит из предыдущих франшиз Sony о Человеке-пауке, появляются в фильме «Человек-паук: Нет пути домой» (2021), будучи перенесёнными в КВМ из их соответствующих вселенных из-за неисправного заклинания Доктора Стрэнджа.

#### «Питер-2»
Спустя годы после событий фильма «Человек-паук 3: Враг в отражении» (2007) отношения Питера Паркера (актёр — Тоби Магуайр) и Мэри Джейн Уотсон осложнились, но в конце концов наладились. Из-за неисправного заклинания Стрэнджа Питер был перемещён в КВМ и впоследствии начал искать Паркера в этой вселенной. После встречи с альтернативной версией самого себя и утешения «Питера-1», потерявшего свою тётю, Пауки решают работать вместе, чтобы вылечить суперзлодеев, и Паркер впоследствии встречается с также перенесённым Отто Октавиусом, погибшим в его вселенной. После этого, Питер останавливает «Питера-1» от убийства Нормана Озборна, предостерегая его от ненависти и последующих убийств, однако Озборн наносит ножевой удар в спину и ранит его. Паркер прощается со своими альтернативными версиями и возвращается в свою вселенную.

#### «Питер-3»
После событий фильма «Новый Человек-паук. Высокое напряжение» (2014) неудача Питера Паркера (актёр — Эндрю Гарфилд) в спасении Гвен Стейси привела к тому, что он стал чрезмерно агрессивным и мстительным, отошёл от своей личности Питера Паркера и посвятил своё время тому, чтобы быть Человеком-пауком. После неудачного заклинания Стрэнджа Паркер попадает во вселенную КВМ и впоследствии начинает поиски Паркера из этой вселенной. После встречи с альтернативной версией самого себя и утешения «Питера-1», потерявшего свою тётю, Пауки решают работать вместе, чтобы вылечить суперзлодеев, «Питер-1» вылечивает Курта Коннорса, а Питер примиряется с Максом Диллоном. После того, как Норман Озборн разрушает сдержанное заклинание, Эм-Джей не удерживается и падает со строительных лесов, но её спасает Паркер. Питер и «Питер-1» вводят Озборну лекарство, разработанное «Питером-2», восстанавливая его рассудок. Паркер прощается со своими альтернативными версиями и возвращается в свою вселенную.

### «Ваш дружелюбный сосед Человек-паук»
Первый и второй сезоны мультсериала «Ваш дружелюбный сосед Человек-паук» (2024) расскажут историю происхождения и первые шаги Питера Паркера в качестве Человека-паука из альтернативной реальности, где он переходит в старшую школу, а его наставником становится Норман Озборн.

## Другие медиа

### Фильмы
- Неиспользованная сцена с участием версии Человека-паука Холланда, наряду с версиями Тоби Магуайра и Эндрю Гарфилда в анимационном фильме «Человек-паук: Через вселенные» (2018), была удалена[57]. Холланд также заявил, что его версия персонажа рассматривалась для сцены, где он ходит, смешиваясь с толпой в поезде[58].
  - Сиквел мультфильма, «Человек-паук: Паутина вселенных» (2023), ссылается на события «Нет пути домой», когда Мигель ОʼХара / Человек-паук 2099 упоминает Паркера из КВМ как «того ботаника с Земли-199999»[59]. По словам сорежиссёра Кемпа Пауэрса, отсылка на «Нет пути домой» была метаиронией, которую Фил Лорд и Кристофер Миллер придумали, чтобы добавить в фильм юмора, и он заявил, что это никак не связано с КВМ[60][61]. Тем не менее в мультфильме появляются персонажи Вселенной Человека-паука от Sony (SSU), а также архивные кадры с Магуайром и Гарфилдом и Дональд Гловер в роли Аарона Дэвиса / Бродяги, что указывает на возможную связь мультфильма с КВМ.
- Холланд снялся в небольшой сцене фильма «Веном» (2018), действие которого происходит в SSU, но Marvel Studios попросила Sony исключить эту сцену[62].
- Холланд появляется в эпизодической роли, повторяя свою роль Питера Паркера из КВМ в сцене после титров фильма «Веном 2» (2021), где выясняется, что трансляция Джея Джоны Джеймсона, обвиняющая Паркера в том, что он «убийца» Мистерио, была увидена перемещённым во вселенной Эдди Броком и его спутником-симбиотом Веномом[63].

### Видеоигры
- Все текущие костюмы Человека-паука из Кинематографической вселенной Marvel доступны в игре 2018 года «Spider-Man», разработанной компанией Insomniac Games для PlayStation 4 и PlayStation 5.

### Тематический парк
- Том Холланд повторяет свою роль Питера Паркера / Человека-паука в Web Slingers: A Spider-Man Adventure, интерактивном аттракционе, который открылся в Кампусе Мстителей в Disney California Adventure 4 июня 2021 года и должен открыться в Walt Disney Studios Park позднее[64].

## Награды
Холланд получил множество наград и номинаций за своё изображение Питера Паркера.
| Год  | Фильм                             | Награда                                | Категория                                | Результат | Прим.  |
| ---- | --------------------------------- | -------------------------------------- | ---------------------------------------- | --------- | ------ |
| 2016 | «Первый мститель: Противостояние» | Golden Schmoes Awards                  | Прорыв года                              | Победа    | [ 65 ] |
| 2016 | «Первый мститель: Противостояние» | Teen Choice Awards                     | Choice Movie: Звезда экрана              | Номинация | [ 66 ] |
| 2017 | «Первый мститель: Противостояние» | «Империя»                              | Лучший мужской дебют                     | Номинация | [ 67 ] |
| 2017 | «Первый мститель: Противостояние» | «Сатурн»                               | Лучший молодой актёр                     | Победа    | [ 68 ] |
| 2017 | «Человек-паук: Возвращение домой» | Премия Лондонского кружка кинокритиков | Молодой британский/ирландский актёр года | Номинация | [ 69 ] |
| 2017 | «Человек-паук: Возвращение домой» | Teen Choice Awards                     | Choice Movie: Breakout Star              | Номинация | [ 70 ] |
| 2017 | «Человек-паук: Возвращение домой» | Teen Choice Awards                     | Choice: Актёр летнего кино               | Победа    | [ 70 ] |
| 2018 | «Человек-паук: Возвращение домой» | «Сатурн»                               | Лучший молодой актёр                     | Победа    | [ 71 ] |
| 2018 | «Мстители: Война бесконечности»   | Teen Choice Awards                     | Choice Movie: Актёр экшна                | Номинация | [ 72 ] |
| 2019 | «Человек-паук: Вдали от дома»     | Teen Choice Awards                     | Choice: Актёр летнего кино               | Победа    | [ 73 ] |
| 2019 | «Человек-паук: Вдали от дома»     | «Сатурн»                               | Лучший молодой актёр                     | Победа    | [ 74 ] |
| 2019 | «Человек-паук: Вдали от дома»     | People’s Choice Awards                 | Кинозвезда 2019 года                     | Номинация | [ 75 ] |
| 2019 | «Человек-паук: Вдали от дома»     | People’s Choice Awards                 | Кинозвезда боевиков 2019 года            | Победа    | [ 75 ] |

## Комментарии
1. ↑  Как указано в его паспорте в фильме «Человек-паук: Вдали от дома» (2019).
2. ↑  В результате действий Мстителей и щелчка Брюса Бэннера